# جوديث وليامز
جوديث وليامز (بالألمانية: Judith Williams) (ولدت 1971 – م) هي ممثلة، ومقدمة تلفزيونية، ومغنية، من ألمانيا، ولدت في ميونخ.

## روابط خارجية
- جوديث وليامز على موقع IMDb (الإنجليزية)